# Bönpall (kyrka)
Bönpall, eller bönstol, är en kyrkmöbel som gör det möjligt att stå på knä utan obehag. Den består av en bottenplatta med en tvärgående madrasserad upphöjning för knäna. På framsidan finns ett litet skrank med madrasserad översida att vila armarna på. Fram till 1855 fanns i svenska kyrkor även så kallade "pliktpallar", eller "horpallar". De var konstruerade på samma sätt, men saknade madrassering. (Se Barnadråp)